# 薰之君
薰（日语：／〔〕 Kaoru），紫式部小说《源氏物语》的登場角色。為其中第三部「宇治十帖」的主要角色之一。並稱為薰之君（日语：／）、薰大將（日语：／）。
表面上是光源氏次子（實為柏木長子）。母親為光源氏正室女三宮。

## 简介
薰君为衛門督柏木與光源氏之妻女三宮私通所生之子。光源氏從柏木予女三宮之書信中發現私通事實，仍將薰視如己出般扶養，因此名義上是光源氏之子、夕霧與明石中宮之弟。長相酷肖生父柏木，身體散發一種獨特而濃郁的香氣。受生母尼僧女三宮之影響，佛學方面造詣頗深，曾與光源氏之弟宇治親王有來往，互相切磋佛法。宇治親王之侍女弁君，為柏木乳母之女，告知薰君其生父柏木之遺言，交予與生母女三宮往來書信，解開薰君心中疑惑已久的身世之謎。
薰君在感情上，採取一種較生父柏木保守、較名義父親光源氏專一的態度。許多皇族貴臣欲贅薰為婿，薰概辭不受。惟女二宮，礙於今上之地位與情面，不得不接受而成為駙馬。戀慕宇治親王之女大公子，不離不棄至其身故。後又寄託感情在肖似女大公子，宇治親王的私生女浮舟身上。浮舟之母中將君為宇治親王夫人的侄女，故浮舟之母方血緣上與其異母姐女大公子亦為至親。浮舟後來陷入薰君與匂親王追求之兩難，求死心切，後剃度為尼。薰君受冷泉院喜愛，視其如義子般照料。薰仕途順遂，初為四位源侍從中將，於終章第五十四帖已官至左大將。